# Museo Frieder Burda
Il Museo Frieder Burda, in tedesco Museum Frieder Burda, è un museo d'arte di Baden-Baden, costruito su progetto dell'architetto Richard Meier. Inaugurato nell'ottobre 2004, è adiacente alla Kunsthalle Baden-Baden sulla Lichtentaler Allee e ospita una collezione privata. Oltre all'esposizione permanente di opere del modernismo classico e dell'arte contemporanea della collezione del proprietario e fondatore Frieder Burda, vengono presentate regolarmente mostre temporanee.

## Storia
Per consentire a Frieder Burda di conservare la sua collezione d'arte e renderla accessibile al pubblico, nel 1998 è stata creata la Fondazione Frieder Burda. Lo scopo della fondazione è quello di promuovere l'arte, la cultura e la scienza.
Originariamente Frieder Burda aveva progettato un museo per la sua collezione a Mougins, nel sud della Francia, la sua casa di lunga data - ha una seconda casa lì - e l'ultima residenza di Pablo Picasso. Alla fine ha deciso di costruire il nuovo museo a Baden-Baden, la sua residenza principale.
Dal 2004, la fondazione ha autofinanziato tutti i suoi costi operativi..

## Architettura
L'architetto americano Richard Meier ha progettato un edificio luminoso e aperto con due grandi sale, due armadi e un seminterrato. Come nei vecchi edifici originali, i tre piani del museo progettato da Maier sono accessibili tramite rampe. 
Il nuovo edificio, con circa 1.000 metri quadrati di spazio espositivo, è costato circa 15 milioni di euro. Per i due anni di costruzione non sono stati utilizzati fondi pubblici. Il museo è stato costruito dall'architetto di Baden-Baden Peter W. Kruse.
Mentre il progetto di costruzione e i piani iniziali dello studio di architettura Steib + Steib di Basilea per la realizzazione della sezione del museo dedicata alle collezioni private sono stati a lungo controversi. L'integrazione della struttura aperta nel viale ha avuto un riscontro favorevole dopo il completamento del progetto di Richard Meier.